# Éditions Foucher
Pour les articles homonymes, voir Foucher.
Les Éditions Foucher sont une maison d'édition fondée en 1937.

## Historique
La société des Éditions Foucher a été radiée le 19 octobre 2015, à la suite de la fusion avec les Éditions Hatier.
La marque a été déposée par les Éditions Hatier le 7 mars 2016, et les  Éditions Foucher sont devenues un département de la société : Éditions Hatier (groupe Hachette)